# 張經義
張經義（1979年12月6日—），臺灣雲林縣二崙人，國立政治大學畢業，上海东方卫视驻中东记者，前上海東方衛視駐白宮記者兼上海廣播電視台北美新闻中心主编，白宫记者协会成员和白宫外国记者团副会长。他也是歷史上首位華人白宮中文記者、以及唯一搭乘過美國總統專機的中文媒體記者。

## 生平

### 求學
張經義出生於台灣雲林，成長於板橋，畢業於板橋高級中學。大學聯考時考進國立政治大學阿拉伯語文學系，新聞與阿拉伯語學系雙學士學位，又於紐約大學取得國際關係碩士學位，曾赴進修一年。

### 职业生涯
張經義曾於《远见杂志》、《世界日报》等新聞媒體工作過。2010年，成為香港鳳凰衛視駐華盛頓記者。2011年，成為美國白宮外國記者團成員。2012年6月15日，成為美國白宫外国记者团副会长。2014年7月12日，加入東方衛視。

## 爭議
2020年4月8日，張經義在白宮記者會提問美國總統特朗普時一開始時表示：「非常謝謝你，總統先生，我們知道世界上有許多人正密切關注這場記者會，所以我代表外國記者團...」接著特朗普兩度詢問張經義來自哪裡（原文：英語：），張經義簡短回答「台灣」（原文：英語：）並繼續提問關於伊朗制裁與桑德斯退選議題。
此消息傳到台灣立即引發爭議，網民指其實則為中國大陸媒體上海東方衛視工作，並非台灣媒體。4月16日，中華民國行政院大陸委員會以其違反《兩岸人民關係條例》第33條第2項，表示將對張經義開罰。主管機關國家通訊傳播委員會（NCC）其後進行查處。4月18日，美國專欄作家Charlie Kirk在其推文中表示：「為什麼中共的情報員總是可以獲得進入白宮簡報室的方式？這位『記者』向總統說謊，自稱自己來自台灣，但他其實是上海文廣傳媒集團的人，該媒體是中共大外宣的一部份。」推文最末評論道，若認為張經義應該被逮捕或驅逐出境者，請轉推該則推文；同日，川普在推特轉發查理·科克的貼文並表示「Cut him off now!」
張經義在Facebook及新浪微博發布短片顯示，他過去在越南、法國與印度等多地提問特朗普時，都有表明他是上海文廣傳媒集團的記者，最後他表示：「做為一名記者，我問心無愧，公道自在人心。」隨著事件的發酵，在4月18日晚間舉行的白宮記者會已無張經義的身影。不過，根據張經義在其Facebook專頁張經義之《白宮義見》6月26日與7月2日中提及，他仍為白宮輪值記者，並持續接受白宮新冠病毒檢測。
該事件在包括中國大陸與澳門的媒體，乃至於美國、馬來西亞與新加坡的媒體指出，張經義是中美關係矛盾的犧牲品。

## 作品
張經義曾出版《白宮義見》一書，目前亦為《商業周刊》的專欄作家。商周專欄在事件發生後未再更新。

### 節目
- 白宫義见SMG上海电视台 第01集-第59集
- 人文講堂- 前進白宮之路 - 張經義
- 白宮內幕他們都知道!台灣駐外記者的視界

## 外部連結
- 張經義的Facebook專頁
- 張經義的新浪微博
- 張經義的哔哩哔哩个人空间